# În umbra legii
În umbra legii (titlul original: în franceză La liberté surveillée) este un film dramatic romantic de coproducție franco-cehoslovacă, realizat în 1958 de regizorii Henri Aisner și Vladimír Vlček, protagoniști fiind actorii Robert Hossein, Marina Vlady, René Lefèvre și Paul Bisciglia.

## Rezumat
Jean-Paul, un francez urmărit de poliție pentru furt, ia un tren la Paris cu destinația Praga, în Cehoslovacia. Pentru a trece granița, se alătură unei echipe franceze de caiac-canoe care pleacă în Cehoslovacia pentru a participa la o competiție. Membrii echipei îl confundă cu noul maseur, însă doar antrenorul lor Benoît știe că Jean nu este unul dintre ei, dar tace pentru a nu perturba călătoria. La Praga, tânărul este sedus de traducătoarea Eva, logodnica unuia dintre campionii cehi, Karel. Jean se îndrăgostește de Eva, care începe să aibă și sentimente afectuoase față de el. Relația lor se va adânci și mai mult în timpul taberei sportive.
Benoît urmărește cu îngrijorare desfășurarea acestei povești de dragoste. Vorbește cu Jean, dar în zadar. Când se întoarce în Franța, Jean își dă seama că, în calitate de hoț persecutat, nu are dreptul să se amestece în viața Evei. În timpul ultimei lor întâlniri, el este în mod deliberat cinic și respinge dragostea Evei. Într-un acces de furie, ea urcă într-o barcă care este dusă de un curent primejdios dar este salvată din această situație periculoasă de Karel. Francezii se întorc acasă iar trenul se apropie de Paris. Jean îi dă lui Benoît un pachet și sare din tren. În pachet este pânza unui tablou vechi pe care l-a furat...

## Distribuție
- Robert Hossein – Jean-Paul Viberty
- Marina Vlady – Eva
- René Lefèvre – Benoît
- Paul Bisciglia – Riri
- Miloš Nesvadba – František
- José Varela – Lapin
- Jean-Pierre Laverne – Alex
- Ivanka Devátá – Míla (ca Ivana Devata)
- Jirí Novotný – Miloš
- Georges Nemetchek – Karel
- Milena Geislerová –
- Alena Martinovská – Devce (nemenționat)
- Mária Sýkorová – Babicka (nemenționat)